# Matilde Carrasco Barranco
Matilde Carrasco Barranco (Jaén) es una filósofa española especializada en la relación entre el valor estético y otros valores del arte, la crítica del arte y la relación de la misma con la sociedad y la política.

## Trayectoria
Se doctoró en 2000 en la Universidad de Granada, con su tesis titulada Ética consecuencialista. Debate en torno a la relatividad al agente y el punto de vista moral, que se centra en el análisis del conflicto entre la ética consecuencialista y la moral del sentido común. De 2004 a 2008, Carrasco fue profesora ayudante-doctora en la Universidad de Murcia, y desde entonces,  es profesora titular de Estética y Teoría de las Artes de la Facultad de Filosofía.
Desde 1997, Carrasco ha publicado numerosas trabajos científicos relacionados con el campo de la estética y la filosofía. También participa en proyectos de investigación financiados por la Unión Europea, como el proyecto de Marta Benenti, adscrito a la convocatoria Marie-Curie de la Comisión Europea 2021: Horizonte Europa.
Carrasco fue miembro del comité ejecutivo de la Sociedad Europea de Estética (ESA) y organizadora de sus congresos anuales entre 2012 y 2018. Posteriormente, fue la investigadora principal del proyecto “Más allá de lo bello: naturaleza y relevancia crítica de las cualidades estéticas”, de la Fundación Séneca en la Región de Murcia de 2019 a 2021.
En 2021, fue la comisaria de la exposición de fotografía Huerta y ciudad del artista húngaro Zsolt Bátori, la cual se expuso en el Rectorado de la Universidad de Murcia. Con motivo de esta exposición, se publicó el libro de artista Huerta y ciudad. Fotografías de paisaje en Murcia coordinado por Carrasco. 

## Obra
- 2002 – Consecuencias, agencia y moralidad. Granada. Editorial Comares. ISBN 84-8444-574-7.[8]
- 2020 – Huerta y ciudad. Fotografías de paisaje en Murcia. Murcia. Editum. ISBN 978-84-17865-88-7.[9]
- 2023 – En torno al arte: estética, historia y crítica. Con Francisca Pérez Carreño. Madrid: A. Machado Libros. ISBN 978-84-7774-736-9.[10]